# Vini del Nuovo Mondo
Il vino del Nuovo Mondo è un termine usato in enologia per riferirsi al vino prodotto al di fuori delle tradizionali aree viticole dell'Europa e del Medio Oriente, in particolare in Argentina, Australia, Canada, Cile, Messico, Nuova Zelanda, Sudafrica e Stati Uniti. Si contrappongono ai vini del Vecchio Mondo, ovvero vini con una lunga storia di produzione vinicola.
I vini del Nuovo Mondo hanno generalmente un corpo più pieno, alcol elevato, acidità inferiore e pronunciati aromi di frutta rispetto ai vini del Vecchio Mondo tendenti a un corpo più leggero, una minore gradazione alcolica, una maggiore acidità e un sapore meno fruttato con più mineralità.

## Paesi
Le regioni vinicole considerate come "Nuovo mondo" sono:
- USA (California)
- Argentina
- Cile
- Australia
- Nuova Zelanda
- Sudafrica
- Cina

## Storia

### I primi vini nelle Americhe
Le bevande alcoliche venivano prodotte dalle popolazioni indigene delle Americhe prima dell'era della scoperta. È noto che le popolazioni indigene usavano mais, patate, quinoa, Schinus e fragole per produrre bevande alcoliche. Nonostante l'esistenza di specie del genere Vitis (a cui appartiene Vitis vinifera) in Venezuela, Colombia, America centrale e Messico, le popolazioni indigene non fermentavano queste specie e quindi non producevano vino.
I coloni spagnoli nelle Americhe inizialmente portarono animali e piante del Vecchio Mondo nelle Americhe per l'autoconsumo nel tentativo di riprodurre la dieta che avevano in Spagna e in Europa. Un ulteriore stimolo per la produzione di vino del Nuovo Mondo nell'America spagnola potrebbe essere stato che i vini europei esportati nelle Americhe in generale non venivano trasportati in bottiglie né sigillati con tappi di sughero che li rendevano inclini ad essere acidi.
I tentativi di coltivare la vite nelle Americhe iniziarono a Hispaniola durante il secondo viaggio di Colombo nel 1494. Ferdinando II d'Aragona, re di Spagna, vietò l'impianto di viti a Hispaniola nel 1503. Dopo l'insediamento della vite in I vigneti di Hispaniola all'inizio del XVI secolo furono stabiliti con successo in Messico nel 1524. Hernán Cortés, conquistatore del Messico, promosse l'impianto della vite e ne fece nel 1524 un requisito per i coloni spagnoli che volevano acquisire terreni nell'altopiano messicano per stabilire vigneti nelle loro terre. Si sa che la coltivazione della vite in Perù fu intrapresa da Bartolomé de Terrazas e Francisco de Carabantes negli anni Quaranta del Cinquecento. Quest'ultimo stabilì vigneti a Ica da dove le viti furono poi portate in Cile e in Argentina.
La più comune delle prime uve era un'uva nera chiamata Mission (spagnolo: Misión) che fu piantata in Messico e successivamente anche in Texas, e successivamente in California. Uve dello stesso ceppo furono piantate in Perù dove ricevette il nome di Negra peruana (nero peruviano) e da questo venne l'uva cilena più comune: il País. Questa uva cilena fu introdotta in quella che oggi è l'Argentina, dove divenne nota come Criolla chica. Si suppone che queste uve siano originarie della Spagna, ma esiste anche la possibilità che provengano dall'Italia in quanto assomigliano molto alla varietà Mónica coltivato in Sardegna oltre che in Spagna.
Nella seconda metà del XVI secolo, la domanda di vino tra i coloni spagnoli provocò un'impennata delle esportazioni di vino spagnolo in Messico e Cuba. Tuttavia, questo non era il caso di Perù, Cile e Argentina, dove la coltivazione dei vigneti si era rivelata un successo e, quindi, richiedeva meno importazioni di vini spagnoli. Rispetto al Perù e al Cile, i coloni spagnoli in Messico stabilirono pochissimi vigneti in confronto.
Nel XVI e XVII secolo la principale area vinicola delle Americhe era la costa centrale e meridionale del Perù, in particolare nell'area di Ica e Pisco. A parte il Perù e il Cile, il Paraguay si sviluppò nonostante le sue alte temperature in una zona vinicola nel XVI secolo. Hernando Arias de Saavedra che visitò la città di Asunción nel 1602 disse che c'erano 187 vigneti per un totale di 1.768.000 singole piante. Altre fonti citano 2.000.000 e 1.778.000 piante nello stesso periodo. Il vino paraguaiano veniva esportato a valle fino a Santa Fe e da lì al Río de la Plata. Si sa anche che il vino paraguaiano ha raggiunto Córdoba nell'Argentina centrale.

### Cambiamenti nelle Americhe e apertura del Sudafrica
Nel 1595 la Corona Spagnola vietò l'impianto di nuovi vigneti nelle Americhe, ma quest'ordine fu largamente ignorato. Il divieto mirava a proteggere il vino iberico dalla concorrenza del vino peruviano e può essere considerato un esempio di mercantilismo delle merci. Inoltre, la corona spagnola vietò l'esportazione di vino peruviano in Panamá e in Guatemala rispettivamente nel 1614 e nel 1615. L'applicazione delle restrizioni alla crescita e al commercio del vino nell'impero spagnolo era generalmente debole. L'unico mercato nelle Americhe che la corona spagnola è riuscita - in una certa misura - ad assicurarsi per il vino iberico è stato il Messico.
La crescita dell'estrazione mineraria a Potosí nell'odierna Bolivia, che divenne la città più grande delle Americhe nel XVII secolo, creò una domanda costante di vino che veniva fornito principalmente dal Perù. A Potosí una parte degli stipendi veniva pagata con il vino. Inoltre, i viticoltori peruviani rifornivano la città di Lima, il centro politico più importante del Sud America nei secoli XVI e XVII. In Cile la domanda di vino era garantita dall'Armata di Arauco, un esercito permanente finanziato con l'argento di Potosí che combatteva i nativi Mapuche. Ritenendo che il vino paraguaiano non potesse competere in questi tre mercati, i paraguaiani abbandonarono la viticoltura e cercarono invece entrate dalle esportazioni di tabacco e yerba mate. Nel XVIII secolo in Paraguay praticamente non si coltivava vino.
Nel 1687 l'intera costa meridionale del Perù fu colpita dal terremoto del 1687 che distrusse le città di Villa de Pisco e Ica. Il terremoto distrusse cantine e contenitori di fango utilizzati per la conservazione del vino. Questo evento segnò la fine del boom del vino peruviano. La soppressione della Compagnia di Gesù nell'America spagnola nel 1767 fece sì che i vigneti gesuiti in Perù venissero messi all'asta a prezzi elevati, ma i nuovi proprietari non avevano la stessa esperienza dei gesuiti contribuendo a un calo della produzione. La vinificazione peruviana è stata ulteriormente messa in discussione dal fatto che la produzione di pisco, anch'esso a base di uva, è passato dall'essere stato superato all'inizio del XVIII secolo dal vino fino a rappresentare il 90% delle bevande all'uva preparate in Perù nel 1764. Dopo il passaggio alla produzione di pisco i vigneti in Perù hanno incontrato problemi economici poiché nel Alla fine del XVIII secolo la corona spagnola revocò il divieto di produzione di rum in Perù, che era più economico da produrre ma di qualità inferiore rispetto al pisco.
Il declino del vino peruviano indusse persino il Perù a importare del vino dal Cile, come accadde nel 1795 quando Lima importò 5.000 troves (spagnolo: botijas) da Concepción nel sud del Cile. Questa particolare esportazione ha mostrato l'emergere del Cile rispetto al Perù come regione vinicola. Eduard Friedrich Poeppig affermò, come altri prima di lui, che i vini di Concepción erano i migliori del Cile, probabilmente a causa del clima meno arido del Cile meridionale.
Il Nuovo Mondo ha importato vino fin dai primi giorni della colonizzazione europea, in particolare per scopi religiosi. Forse il primo esempio significativo del commercio che andava dall'altra parte fu Constantia, un vino da dessert dal Sudafrica, che nel XVIII secolo era diventato uno dei preferiti dai reali europei.

### I vini del Nuovo Mondo nell'era industriale
Talee di vite dal Capo di Buona Speranza furono portate nella colonia penale del New South Wales dal governatore Phillip sulla First Fleet (1788). Un tentativo di vinificazione da queste prime viti fallì, ma con perseveranza altri coloni riuscirono a coltivare con successo viti per la vinificazione e il vino prodotto in Australia era disponibile per la vendita a livello nazionale negli anni '20 dell'Ottocento. Nel 1822 Gregory Blaxland divenne la prima persona ad esportare vino australiano e fu il primo produttore di vino a vincere un premio all'estero. Nel 1830 furono stabiliti vigneti nella Hunter Valley. Nel 1833 James Busby tornò dalla Francia e dalla Spagna con una seria selezione di vitigni tra cui le uve francesi più classiche e una buona selezione di uve per la produzione di vino liquoroso.
I primi produttori di vino australiani affrontarono molte difficoltà, in particolare a causa del clima australiano poco familiare. Tuttavia alla fine ottennero un notevole successo. "All'Esposizione di Vienna del 1873 i giudici francesi, assaggiando alla cieca, lodarono alcuni vini di Victoria, ma si ritirarono per protesta quando fu rivelata la provenienza del vino, sulla base del fatto che i vini di quella qualità dovevano essere chiaramente francesi". I vini australiani hanno continuato a vincere grandi onori nelle competizioni francesi. Uno Syrah vittoriano (chiamato anche Shiraz) in competizione all'Esposizione di Parigi del 1878 fu paragonato allo Château Margaux e "il suo gusto completò la sua trinità di perfezione". Un vino australiano vinse una medaglia d'oro "di prima classe" all'Esposizione Internazionale di Bordeaux del 1882 e un altro vinse una medaglia d'oro "contro il mondo" all'Esposizione Internazionale di Parigi del 1889.
Il vino cileno iniziò a modernizzarsi nel 1851 quando Silvestre Ochagavia importò talee di varietà francesi. Silvestre Ochagavia è accreditato di aver introdotto in Cile le varietà Cabernet Sauvignon, Pinot nero, Cot, Merlot, Semillon e Riesling. Seguirono altri ricchi viticoltori. Nel 1870 l'industria del vino era l'area più sviluppata dell'agricoltura cilena.
La regione di Mendoza, o storicamente Cuyo, ha vissuto un boom del vino senza precedenti nel XIX secolo e all'inizio del XX secolo, che l'ha trasformata nella quinta area vinicola del mondo e la prima in America Latina. L'istituzione della ferrovia Buenos Aires-Mendoza nel 1885 pose fine al lungo e costoso commercio di carri che collegava queste due regioni dell'Argentina e diede il via allo sviluppo dei vigneti a Mendoza. Inoltre, la massiccia immigrazione a Río de La Plata principalmente dall'Europa meridionale ha aumentato la domanda e ha acquistato know-how per l'industria vinicola argentina vecchio stile. I vigneti di Mendoza ammontavano a 1.000 ettari nel 1830 ma crebbero fino a 45.000 nel 1910, superando il Cile che nel XIX secolo aveva un'area più ampia coltivata a vite e un'industria più moderna. Nel 1910 circa l'80% della superficie dei vigneti argentini era piantata con ceppi francesi, principalmente Malbec.
Durante il XIX secolo la vinificazione peruviana andò ulteriormente in declino. La domanda nell'Europa industrializzata ha indotto molti viticoltori peruviani a spostare l'uso del suolo dai vigneti ai redditizi campi di cotone, contribuendo ulteriormente al declino dell'industria del vino e del pisco. Ciò era particolarmente vero durante il periodo della guerra civile americana (1861-1865), quando i prezzi del cotone salirono alle stelle a causa del blocco del sud e dei suoi campi di cotone. Anche in Sudafrica la vinificazione subì un duro colpo negli anni '60 dell'Ottocento con l'attuazione del Trattato Cobden-Chevalier nel 1860 che costrinse i vini sudafricani a competere con i vini francesi in Gran Bretagna e provocò un raddoppio delle importazioni di vino francese in Gran Bretagna. Anche i vigneti sudafricani subirono una seconda battuta d'arresto dopo l'arrivo della peste della fillossera negli anni ottanta dell'Ottocento.

### XX secolo
Le esportazioni di vino cileno verso l'Argentina sono state ostacolate dalla mancanza di un trasporto terrestre efficace e da una serie di timori bellici. Questa situazione è cambiata dopo la firma dei Pactos de Mayo nel 1902 e l'inaugurazione della Transandine Railway nel 1909, rendendo improbabile la guerra e facile il commercio attraverso le Ande. I governi hanno deciso di firmare un accordo di libero scambio. L'associazione dei viticoltori argentini, Centro Vitivinícola Nacional, dominata da immigrati europei, ha protestato vigorosamente contro l'accordo di libero scambio poiché i vini cileni erano considerati una minaccia per l'industria locale. Le lamentele dei viticoltori argentini, unite a quelle degli allevatori cileni, finirono per far crollare i progetti di un accordo di libero scambio.

## Galleria d'immagini

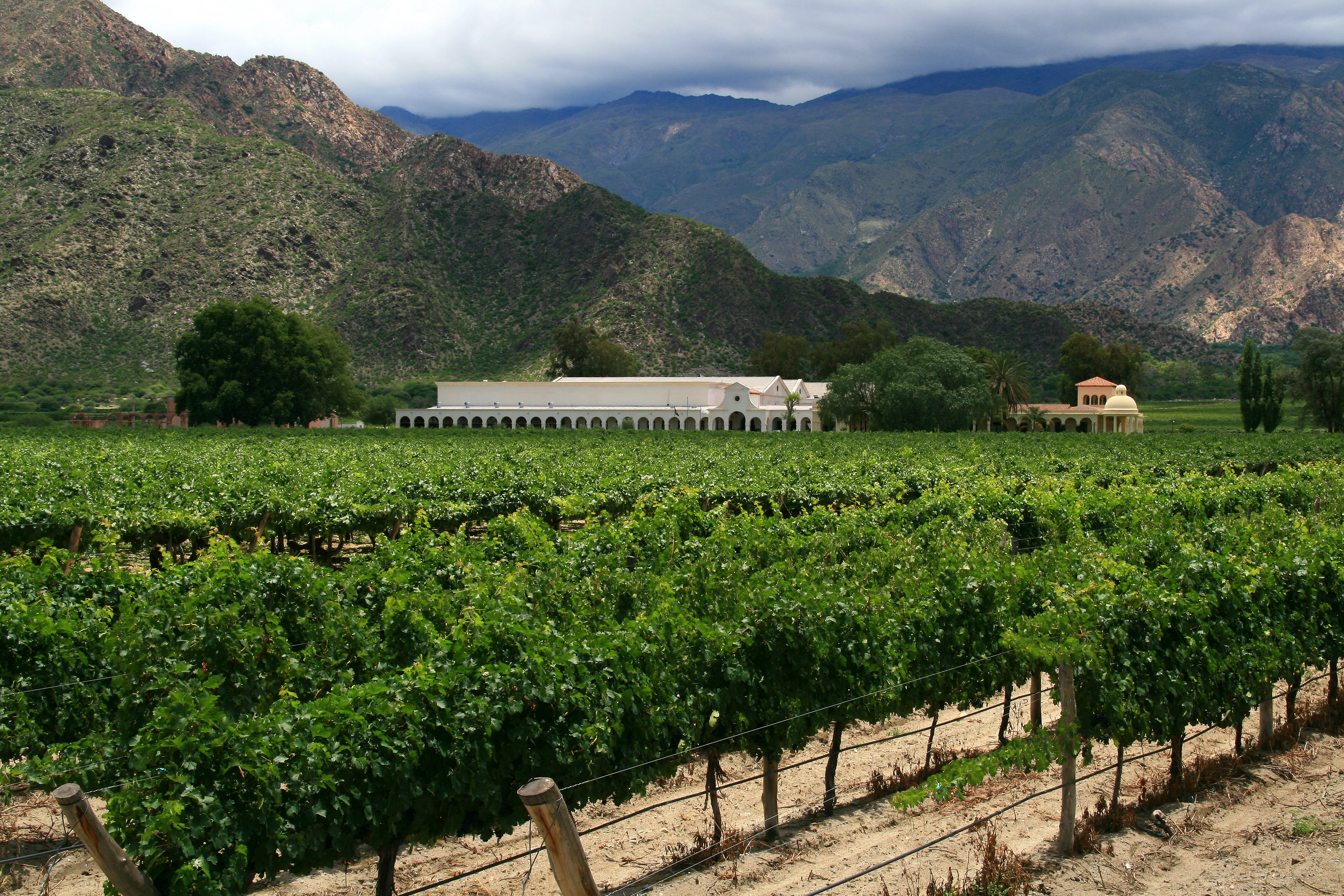
Vigneto a Cafayate, Argentina
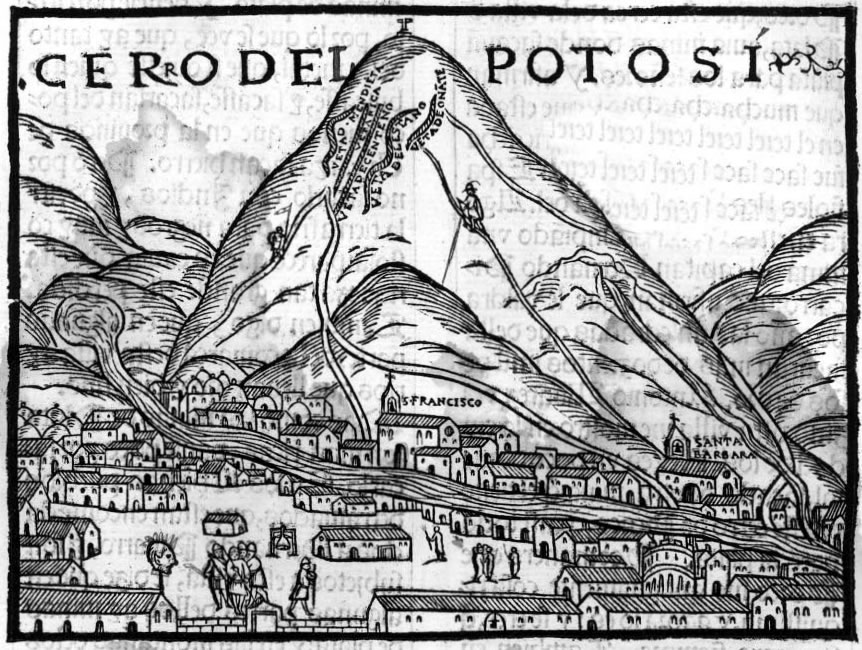
L'attività mineraria a Potosí ha creato un'enorme domanda di vino nel Sud America del XVII secolo. Disegno di Pedro Cieza de León del 1553.
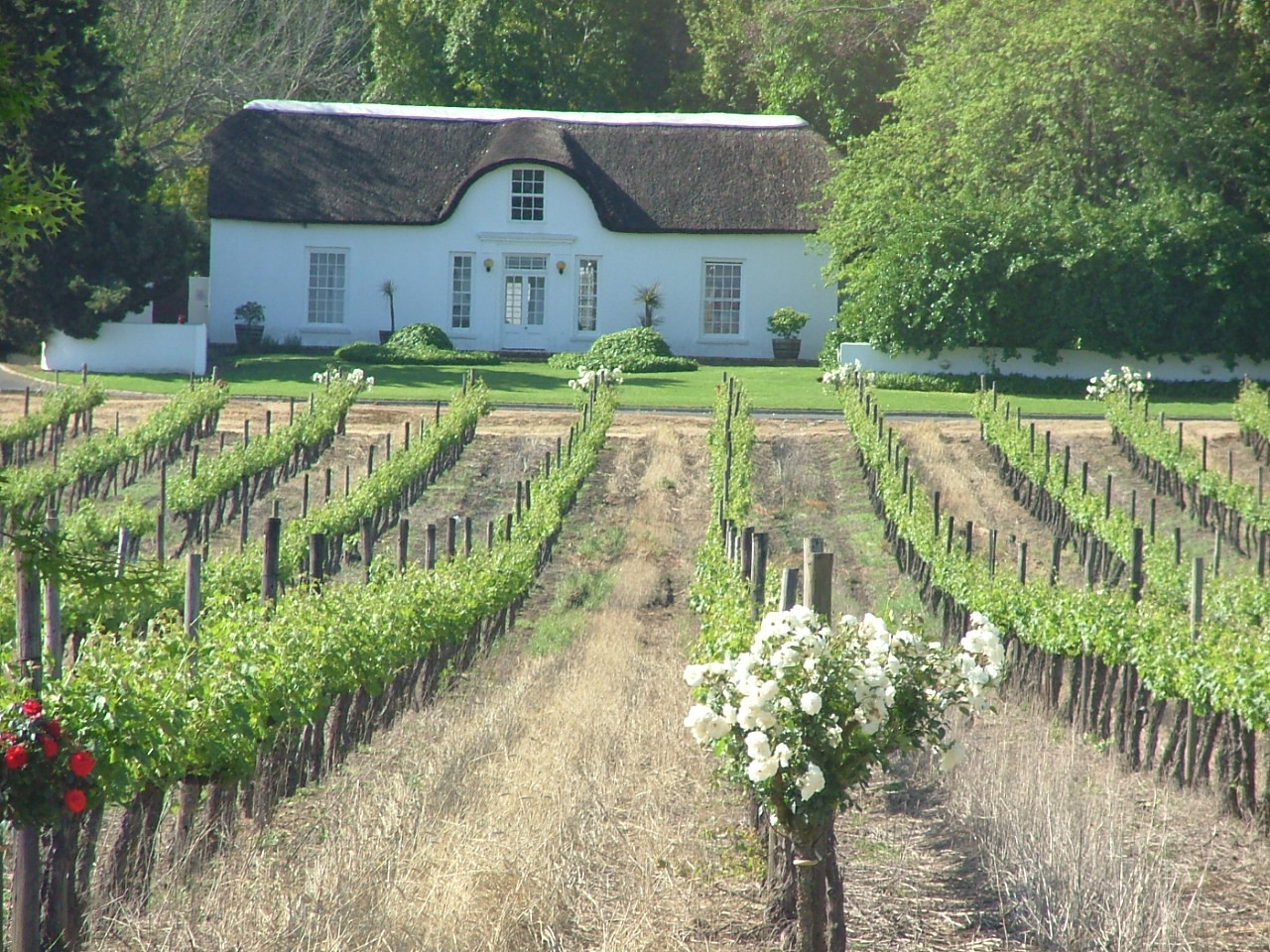
Vigna a Stellenbosch, Sudafrica
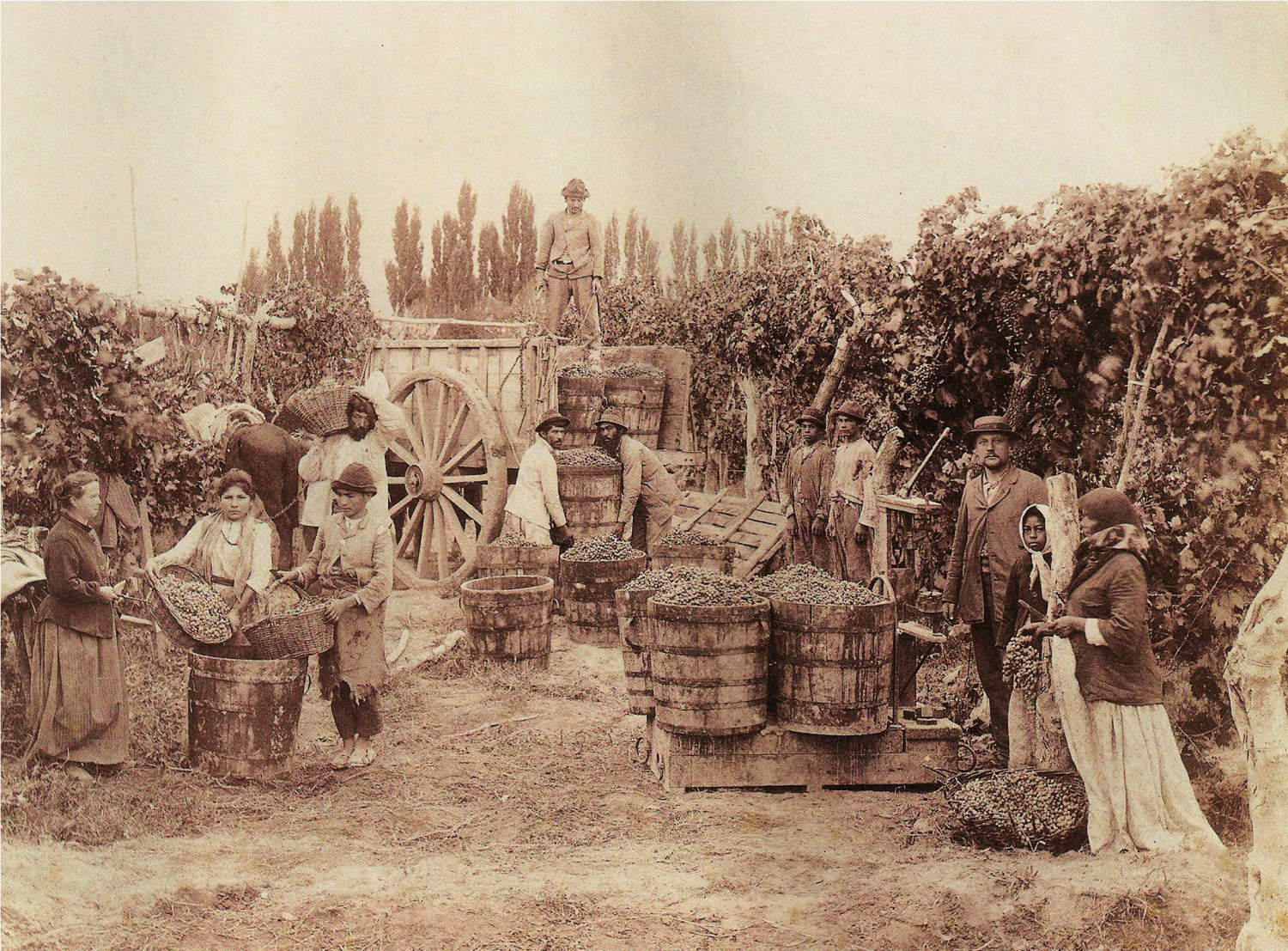
Vendemmia nella provincia di Mendoza in Argentina, circa 1890
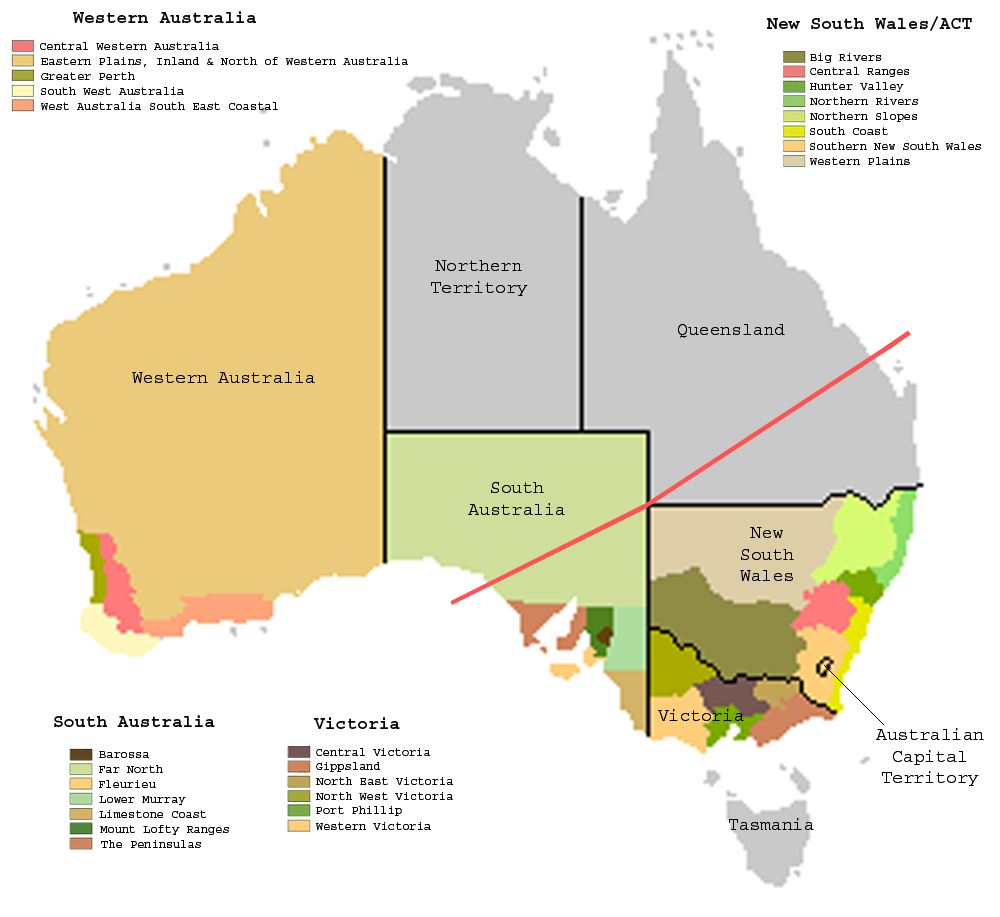
Aree vinicole australiane
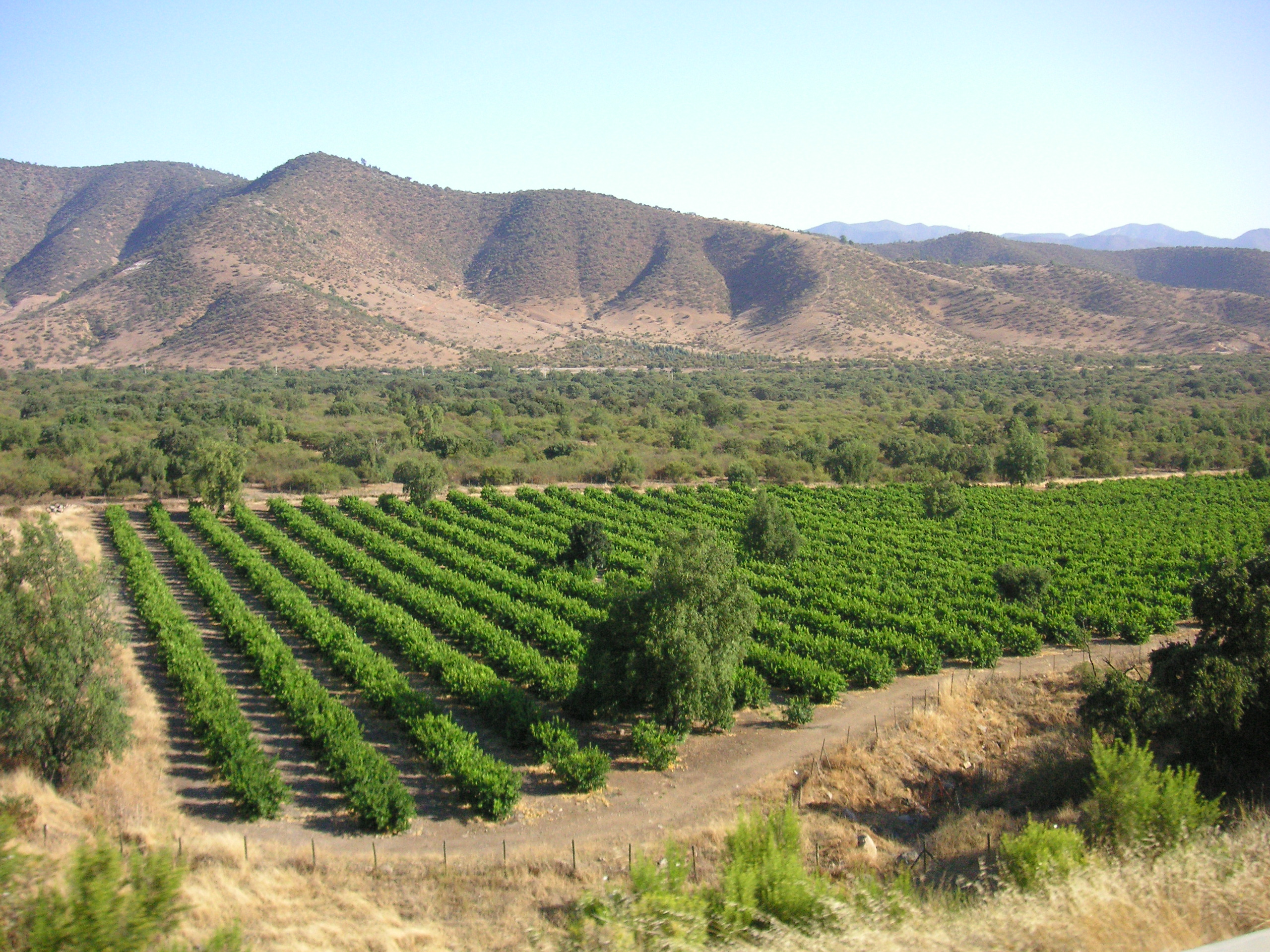
Molti dei vigneti cileni si trovano su terreni pianeggianti ai piedi delle Ande.